# Olešnice v Orlických horách
Olešnice v Orlických horách település Csehországban, Rychnov nad Kněžnou-i járásban. Olešnice v Orlických horách Sněžné, Sedloňov, Nový Hrádek és Duszniki-Zdrój településekkel határos. Lakosainak száma 396 fő (2024. január 1.).

## Népesség
A település lakosságának változását az alábbi diagram mutatja:
| Lakosok száma | 2295 | 2282 | 1579 | 597  | 547  | 479  | 431  | 419  | 398  | 396  |
|               | 1869 | 1890 | 1921 | 1950 | 1980 | 2001 | 2017 | 2019 | 2022 | 2024 |